# Theodoor Verhey
Theodorus Hendricus Hubertus Verhey (Rotterdam, 10 juni 1848 – aldaar, 29 januari 1929) was een Nederlands pianist en componist.

## Leven
Hij was zoon van muziekmeester, begenadigd cellist en musicus bij de Duitse Opera Johannes Verheij en Johanna Cornelia Strakke. Hijzelf bleef ongetrouwd.
Zijn eerste muzieklessen krijgt Verhey van zijn vader. Daarna krijgt hij les aan de Muziekschool in Rotterdam. Vanaf 1865 volgde een opleiding aan het Koninklijke Muziekschool in Den Haag. Docenten waren onder meer Willem Nicolaï (muziektheorie en compositieleer)  en Joseph Giese (cello); Joh.H. Sikemeier bleef hem in Rotterdam pianolessen geven. In 1868 was hij terug in Rotterdam waar hij aanschoof bij Woldemar Bargiel voor compositieleer.
Vanaf zijn 25e begint Verhey op te vallen als componist. Hij schreef aanvankelijk vooral kamermuziek (3 pianotrio’s, een pianokwartet en een kwintet), pianomuziek en liederen. Later volgden een ouverture, 2 symfonieën, soloconcerten (waaronder 2 fluitconcerten in d mineur op. 43 en a mineur op. 57 en een vioolconcert in a mineur op. 54) en koormuziek (met name katholieke kerkmuziek). De meeste aandacht trekt hij met drie Duitstalige opera’s: Eine Johannisfeier auf Amron (opera in 1 akte, libretto van Karl Dibbern) uit 1880; Imilda (opera in 4 akten, libretto Willem Smalt) uit 1885 en König Arpad (opera in 3 akte, libretto Flora delle Neve) uit 1888. Zij werden in binnen- en buitenland uitgevoerd. Van deze drie had Imilda het meeste succes: in 1923 krijgt het grote bekendheid wanneer het ter gelegenheid van de 75e verjaardag van Verheij in Rotterdam wordt uitgevoerd met Jacques Urlus in de rol van Tazio. Verder te noemen zijn een Te Deum en een Requiem. Het Rotterdamsch Nieuwsblad van 30 januari 1929 constateerde dat zijn muziek zich niet aangepast had aan de modernere muziekstijlen en daarom toen al in de vergetelheid raakte.  In de 21e eeuw zijn alleen zijn fluitconcerten en zijn kwintet in Es majeur opus 20 op album te verkrijgen.
Verhey voorzag in zijn levensonderhoud door het geven van piano- en theorielessen aan de muziekschool in Rotterdam.
Hij werd begraven op Rooms-katholieke begraafplaats Crooswijk.

## Discografie
- Fluitconcert nr. 1 in d mineur, op. 43; Koos Verheul, fluit; Residentie Orkest, dirigent Lucas Vis (OLYMPIA OCD 503)
- Fluitconcert nr. 1 in d mineur en fluitconcert nr. 2 in a mineur op. 57; Jacques Zoon, fluit; Radio Kamerorkest, dirigent Thierry Fischer (NM Classics 92069)
- Fluitconcert n1. in d mineur, opus 43: Joséphine Olech, fluit, Odende Symfonie Orkest dirigent Anaa Skryleva (Orchid 100169 uit 2021)

- Bibliothèque nationale de France: cb139594907 (data)
- Gemeinsame Normdatei: 1026093333
- International Standard Name Identifier: 0000 0000 2661 2209
- Library of Congress Control Number: n83066233
- MusicBrainz: beb0a9b6-bc87-4ac4-8697-2ff85f7d2e93
- Nationale Bibliotheek van Tsjechië: mzk2015869225
- Nationale Bibliotheek van Israël: 987007284362205171
- Nederlandse Thesaurus van Auteursnamen: 070040893
- Système universitaire de documentation: 244024847
- Virtual International Authority File: 30911196
- WorldCat: E39PBJqk8cTrXk8FCrKvtdfrMP